# Billy Buckner
Ne pas confondre avec Bill Buckner.
Pour les articles homonymes, voir Buckner.
William Jennings Buckner (né le 27 août 1983 à Decatur, Géorgie, États-Unis) est un lanceur de relève droitier de baseball qui évolue dans les Ligues majeures de 2007 à 2014.

## Carrière
Repêché en deuxième ronde en 2004 par les Royals de Kansas City, Buckner a fait ses débuts avec cette équipe en août 2007. En décembre, il a été transféré aux Diamondbacks de l'Arizona pour Alberto Callaspo, un joueur de champ intérieur.
Malgré la ressemblance entre leurs noms, Billy Buckner n'a aucun lien de parenté avec l'ancien joueur des majeures Bill Buckner.
Il est transféré chez les Tigers de Détroit en échange du lanceur gaucher Dontrelle Willis le 1er juin 2010 mais est libéré de son contrat quelques jours plus tard.
Il est invité à l'entraînement de printemps des Rockies du Colorado en 2011. Il passe 2011 dans les mineures avec un club-école des Rockies et signe chez les Red Sox de Boston en février 2012. Il n'est jamais rappelé par le club et se contente de jouer en ligues mineures dans l'organisation bostonnaise.
Il effectue un retour dans les majeures en mai 2013 avec les Angels de Los Angeles, pour qui il lance au total 17 manches et un tiers en 7 matchs, dont deux départs. Sa moyenne de points mérités avec cette équipe s'élève à 4,67 mais, à sa première sortie, il mérite une victoire sur Kansas City. Buckner dispute un seul match pour les Padres de San Diego en 2014 alors qu'il est victime de tous les points des Cubs de Chicago dans un départ de 5 manches et deux tiers le 24 mai. Libéré par San Diego avant la fin de la campagne, il rejoint le 16 août 2014 les Brewers de Milwaukee.